# Джинібег
Джинібег (мак. Џинибег) — гірська вершина на Шар-Планині, у північно-західній частині Македонії. Є невід’ємною частиною Шар-Планини і має висоту 2610 метрів.
З вершини починається ущелина річки Пена, яка закінчується на спуску в Тетово.